# Lomanotus vermiformis
Lomanotus vermiformis is een slakkensoort uit de familie van de Lomanotidae. De wetenschappelijke naam van de soort is voor het eerst geldig gepubliceerd in 1908 door Eliot.